# Katharina Schwägerl
Katharina Schwägerl (* 1983 in Passau) ist eine deutsche Schauspielerin und Kabarettistin.

## Leben

### Ausbildung und Bühne
Katharina Schwägerl ging in ihrer Geburtsstadt Passau zur Schule und machte 2003 an einem Passauer Gymnasium ihr Abitur. Von frühester Kindheit an widmete sie sich dem Tanz, der Musik und dem Theater. Von 2005 bis 2009 absolvierte sie im Elèvensystem ihre Schauspielausbildung am Schauspielhaus Salzburg und war dort währenddessen in zahlreichen Rollen zu sehen. 2008 erhielt Schwägerl ein Stipendium für die „Sommerakademie für bairisches Volksschauspiel“, ein Elitestudiengang für junge bairische Volksschauspieler unter der Gesamtleitung von Michael Lerchenberg.
Schwägerl begann ihre Bühnenlaufbahn beim Kabarett. 2003–2008 war sie Ensemblemitglied der Passauer Kabarettgruppe „Treibgut“. Seit März 2010 war sie Mitglied des Ensembles „Kellerkinder“ der Passauer Kleinkunstbühne Scharfrichterhaus, mit dem sie u. a. auch am Theater im Fraunhofer in München gastierte. Unter der Leitung von Matthias Kiefersauer war sie außerdem ab Ende 2009 Mitglied des eigenen Schauspielerensembles des Alten Kinos Ebersberg (bestehend aus Schwägerl, Ferdinand Schmidt-Modrow, Stefan Murr und Sebastian Winkler) und stand dort 2010 in dem Stück Mörd auf der Bühne.
Schwägerl arbeitet mittlerweile als freie Schauspielerin. Mehrfach gastierte sie von 2009 bis 2012 bei den Luisenburg-Festspielen (Intendant: Michael Lerchenberg). Sie spielte dort u. a. Afra/Theres in dem Volksstück Der Brandner Kaspar (2009; WA 2010), die Magd Lina in Michel aus Lönneberga (2009), die Titelrolle im Kinderstück und Familienmusical Die kleine Hexe (2010), die Frau Steinhauser in dem Familienstück Meister Eder und sein Pumuckl (2011) und die „wilde Karoline“ in dem Kindermusical Ritter Kamenbert.
2010/2011 gastierte sie, gemeinsam mit Caro Hetényi, mit dem Musical Die Alpenköniginnen u. a. an der Comödie Fürth. Schwägerl trat auch mit zahlreichen szenischen Eigenproduktionen (Kabarett, Lesungen, Liederabende) hervor.

### Fernsehen
Im Fernsehen war Schwägerl mehrfach in der Fernsehreihe Der Komödienstadel zu sehen. In der Komödienstadel-Produktion Glenn Miller & Sauschwanzl (2009), die im Februar 2009 im Studio 4 des Bayerischen Rundfunks in Unterföhring aufgezeichnet wurde, gab sie unter der Regie von Matthias Kiefersauer ihr Komödienstadel-Debüt und gleichzeitig ihr Fernsehdebüt. Sie spielte die Hauptrolle der Hilde Aicher; sie war die Tochter einer Münchner Metzgersgattin und Trümmerfrau (Corinna Binzer).
In ihrer zweiten Komödienstadel-Produktion A Flascherl vom Glück (2011; Buch: Christian Lex, Regie: Matthias Kiefersauer), die im März 2011 im Studio des Bayerischen Rundfunks in Unterföhring aufgezeichnet wurde, spielte Schwägerl die Kellnerin Lisa, die im Sommer 1967 im alteingesessenen Wirtshaus Fischbräu von Miniröcken und dem „Duft der großen Welt“ träumt.
In der Komödienstadel-Produktion Hummel im Himmel (2012), die im November 2012 im Studio Unterföhring aufgezeichnet wurde, übernahm Schwägerl eine Nebenrolle als Münchner Animierdame Bernadette in den Zeiten des Wirtschaftswunders. In der Komödienstadel-Produktion Wenn’s lafft, dann lafft’s (2014), ihrer bisher letzten Arbeit für den Komödienstadel, die im April 2014 im Studio des Bayerischen Rundfunks in Unterföhring aufgezeichnet wurde, hatte sie erneut eine Hauptrolle; sie spielte Mona Leitgeb, die neue Lebensgefährtin des Trödelhändlers Raimund Brandstätter (Dieter Fischer).
Zu ihren Partnern im Komödienstadel gehörten u. a. Dieter Fischer, Corinna Binzer, Stefan Murr, Matthias Ransberger und Julia Urban.

### Privates
Schwägerl lebt in München. Sie widmet sich mittlerweile auch professionell mit ihrer eigenen Firma „Schwägerlwirtschaft“ der Möbelrestaurierung und dem Möbeldesign.

## Filmografie (Auswahl)
- 2009: Der Komödienstadel: Glenn Miller & Sauschwanzl (Fernsehreihe)
- 2009: Um Himmels Willen (Fernsehserie, Episodenrolle)
- 2010: Manhattan Spaghetti (Kurzfilm der HFF München; Regie: Felix Kempter)
- 2011: Der Komödienstadel: A Flascherl vom Glück (Fernsehreihe)
- 2012: Was machen Frauen morgens um halb vier? (Fernsehfilm)
- 2012: Der Komödienstadel: Hummel im Himmel (Fernsehreihe)
- 2014: Der Komödienstadel: Wenn’s lafft, dann lafft's (Fernsehreihe)